# Баромедицина
Баромедицина је специфична медицинска дисциплина која проучава негативне и позитивне утицаје, на организам човека, промена атмосферског притиска на великим висинама и морским дубинама и у пракси примењује повољне терапијске ефекте кисеоника под повишеним и сниженим притиском и атмосфере повишеног и сниженог притиска уопште.
Ова медицинска дисциплина саставни је део Ваздухопловне медицине, Подводне медицина и Хипербаричне медицине.

## Области баромедицине
Главне области баромедицине су: ваздухопловна медицина, подводна (поморска) медицина и хипербарична медицина. 

### Ваздухопловна медицина
Атмосфера земље и космос, у којима се обавља летење јако су негостољубиве средине за човека и могу испољити негативан утицај на његов организам, без обзира на врсту и тип ваздухоплова.
Летење се у земљиној атмосфери обавља на висинама, у просеку од 9.100–18.300 m, при сниженом барометарском притиску. Температура на тим висинама пада за 2 °C на сваких 300 m надморске висине (тако да на висини од 10.700 m, она износи –57 °C ).
У току успона на висину или спуштања на земљу, ваздухоплови (а посебно свемирске летелице) крећу се великом брзином што доводи до великог „g” (гравитационог), оптерећења на организам, али и до екстремног загревања кабинског простора због отпора ваздуха при кретању кроз гушће слојеве атмосфере.
Сложени метеоролошки услови, смена дана и ноћи, џет лаг (циркадијална дисритмија), борбени летови (у војном ваздухопловству), ванредни догађаји у току летења (изазвани људким и техничким грешкама) изузетно су јаки биолошки и психолошки стресогени утицаји по организам пилота.
Дисање кисеоника на повишеном притиску, бука, вибрације, космичко зрачење, катапултирање (принудно напуштање ваздухоплова) избацивим седиштем, након чега следи скок падобраном само су неки од проблема које danas решава ваздухоловна медицина.
Ваздухопловна медицина је због напред наведених проблена настала као посебна грана, превентивне медицине, медицине рада и баромедицине, као значајна компонента здравствене заштите ваздухопловаца, ваздухопловне безбедности и биомедицинских космичких истраживања.
Ваздухопловна медицина проучава, утицај летења ваздухоплова и средине у којој се оно обавља на организам пилота, астронаута пратећег ваздухопловног особља, падобранаца, путника у ваздушном транспорту, и у пракси примењује специфичне методе превентивно медицинске заштите у спречавању негативног утицаја летења и боравка у свемиру на живот и здравље човека и настанак ванредних догађаја и катастрофа, које карактерише велики губитак људских живота, материјалних добара и поремећај еколошких система.
И поред постојања многих проблема, и високо ризичних ситуација, са којима се свакодневно, у свом окружењу, сусрећу припадници авијације и астронаути за време боравка у земљиној атмосфери и свемиру, лекари ваздухопловне медицине су само део многих високо обучених појединца који раде на минимизирању многих нуспојава у ваздухопловству и свемирским истраживањима, тако да човек може и даље да има надмоћ у ваздушном простору.

### Подводна (поморска) медицина
Поморци су људи који живе и раде у окружењу које је различито од оног на копну, било да се баве поморским превозом, риболовом или активностима на површини или испод воденог пространства. То значи да су њихови здравствени проблеми и проблеми нешто другачији и да су њихове потребе за адекватном здравственом заштитом, сличне онима у свим другим области људског живота, али и сасвим различите због последице негативних штетних утицаја средине у којој бораве и раде.
Подводна, поморска, бродска медицина, је подручје баромедицине које се бави лечењем болести и повреда чланова бродских посада и путника. У прошлости је због дуготрајних путовања бродовима имала велико значење, данас је важна као део војне медицине и спортског роњења.
Као практичаре у многим лучким и поморским градовима лекаре који су радили за лучке капетаније и бродарске компаније све више је заинтригирала поморска медицина која је средином 19. века доживела пуни процват у поморским земљама Европе и Америке.
На међународном конгресу одржаном 1851. године у Паризу, посвећеном актуелној проблематици здравствених прилика на бродовима и здравственом васпитању помораца, закључено је да се у свакој земљи објави посебан приручник о поморској хигијени. Свесни специфичних прилика на броду, поморски лекари систематично и опширно наводили су у све бројнијим истраживањима неколико за здравље потенцијално штетне факторе за које су сматрали да их може надвладати само поморац са високим психофизичким одликама које се постижу у првом реду чувањем и унапређивањем личног и колективног здравља. Тако су настала бројна упутства из превентиве у којима је посебна пажња посвећена упутствима о чувању хране и воде и одржавању личне хигијене, упутства о поступцима при рањавању и акутним болестима (која због специфичности ситуације то више нису била тек пука упутства из прва помоћ, већ „упутства из мала медицине” - највише што лаик може пружити уз одређена средства из бродске апотеке, којом је морао да буде опремљен сваки брод.

### Хипербарична медицина
Као посебна област у баромедицини убраја се и хипербарична медицина каја свој рад заснива на природном леку: чистом (100%) медицинском кисеонику који се примењује под увећаним или хипербаричним притиском, (већем од атмосферског који на површини мора износи 1 бар) у  хипербаричним коморама.
Ова релативно млада грана медицине настала је након издвајања из подводне или поморске медицине. И док је све више усваршавала своју  основну улоге у збрињавању ронилаца и кесонских радника,  њена метода хипербаричне оксигенотерапија, хипербарична медицина се паралелно све више заузимала и значајно место у терапији многих болести и стања у скоро свим гранама медицине. Тако је примена хипербаричне оксигенације, било као главне или додатне терапија, постала неопходна у медицинским и другим случајевима где је било из којих разлога дошло до дефицита у транспорту кисеоника у организму.